# دای‌سازی ویفر
در زمینه تولید مدارهای مجتمع، دای‌سازی ویفر (به انگلیسی: Wafer dicing) یا دای‌زنی ویفر فرآیندی است که طی آن دای از یک ویفر نیم‌رسانا پس از پردازش ویفر جدا می‌شود. فرایند دای‌سازی می‌تواند شامل خط‌گذاری (به انگلیسی: scribing) و شکستن، اره‌زنی مکانیکی (معمولاً با ماشینی به نام اره دای‌ساز) یا برش لیزری باشد. همه روش‌ها معمولاً برای اطمینان از دقت و صحت، خودکار هستند. پس از فرایند دای‌سازی، تراشه‌های سیلیکونی منفرد در جا تراشه‌های پوشینه‌دار (به انگلیسی: encapsulated) می‌شوند که برای استفاده در ساخت افزاره‌های الکترونیکی مانند رایانه و غیره مناسب هستند.
در حین دای‌سازی، ویفرها معمولاً بر روی نوار دای‌‌زنی نصب می‌شوند که دارای پشتی چسبنده است که ویفر را روی یک قاب فلزی نازک نگه می‌دارد. نوار دای‌ساز بسته به کاربرد دای، خواص متفاوتی دارد.

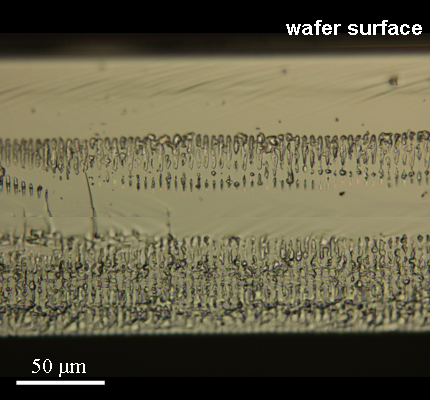
ریزنگاره برش عرضی از صفحه رَخ پس از دای‌زنی نهان یک ویفر Si با ضخامت ۱۵۰ میکرومتر، مقایسه منبع.

دای‌سازی ویفرهای سیلیکونی ممکن است با یک روشی مبتنی‌بر-لیزر، به‌اصطلاح فرایند دای‌سازی نهان، انجام شود. این به عنوان یک فرایند دومرحله‌ای عمل می‌کند که در آن نواحی ضعیف ابتدا با اسکن‌کردن پرتو درامتداد خطوط برش‌زنی موردنظر وارد ویفر می‌شوند و دوم اینکه یک غشای حامل زمینه‌ساز برای برانگیختن شکست گسترده می‌شود.